# 익산시 보석
익산시 보석은 전라북도 익산시의 테마관광지이다.
- 망모당: 전라북도 익산시 왕궁면 광암리에 위치, 전라북도유형문화재 제90호, 선조 38년(1605년)에 송영구가 지음.
- 여산동헌: 전라북도 익산시 여산면에 위치. 전라북도유형문화재 제93호. 조선시대에 여산 고을의 수령이 업무를 보던 청사.